# Cự Đồng
Cự Đồng là một xã thuộc huyện Thanh Sơn, tỉnh Phú Thọ, Việt Nam.
Xã Cự Đồng có diện tích 16,61 km², dân số năm 1999 là 4098 người, mật độ dân số đạt 247 người/km².